# Српска православна црква у Черевићу
Српска православна црква у Черевићу, месту у општини Беочин, је подигнута 1744. године и има статус споменика културе од великог значаја.
Црква посвећена Светом Сави у Черевићу подигнута је као једнобродна грађевина са петоугаоном апсидом и призиданим звоником на западу. Иако подигнута почетком 18. века, данашњи изглед је добила интервенцијама седамдесетих година истог века. Иконостас је рађен током 18. и 19. века, али сликари нису познати, мада се по сликарском рукопису могу разграничити тројица аутора. Дуборез би могао бити дело Марка Вујатовића, са којим је црквена општина потписала уговор 1825. године.
Атанасије Грчки (Герески) мештанин који се одселио у Одесу, послао је 1863. године цркви родног места нову плаштаницу.
За време Првог светског рата скинута су звона и аустроугарска војска их је употребила за ливење топова. Нова звона су постављена 1923. године.
На месту садашње цркве била је 1700. године подигнута црква од камена покривена шиндром. Прва црква у Черевићу, посвећена Светој Тројици – Духовима, помиње се још у 14. веку. Поред храмовне славе, место Черевић слави дан Светог Прокопија (21. јул) јер је на тај дан, по предању, престала да хара куга у месту.